# Соколов, Дмитрий Владимирович
Дми́трий Влади́мирович Соколо́в (род. 11 апреля 1965, Первоуральск, Свердловская область, РСФСР, СССР) — российский деятель шоу-бизнеса, актёр и юморист, шоумен. Основатель команды КВН «Уральские пельмени».

## Биография
Отец — Владимир Сергеевич, мать — Ирина Александровна. Учился на химико-технологическом факультете Уральского политехнического института. Ветеран студенческого строительного отряда «Горизонт».
В КВН изначально выступал в составе рок-команды «Соседи». В 1993 году был инициатором создания команды «Уральские пельмени».
В составе «Уральских пельменей» стал чемпионом Высшей лиги 2000 года, победителем Летнего кубка (2002), обладателем пяти наград Юрмальского фестиваля «Голосящий КиВиН»: «Большой КиВиН в золотом» (2002), «Большой КиВиН в светлом» (1999, 2004), «Большой КиВиН в тёмном» (2005, 2006).
Занимается организацией праздников, концертов, режиссурой и авторской работой. С 2009 года участвует в развлекательном проекте телеканала СТС «Шоу „Уральских пельменей“». Также принимал участие в различных юмористических телепередачах: «Большая тёрка», «Вне родных квадратных метров», «Нереальная история», «Валера-TV», «Случайные связи», «Южное Бутово», «Comedy Club».

## Личная жизнь
Первая жена — Наталья, с которой познакомился в студенческом стройотряде. Сын Александр (род. 1992), дочь Анна (род. 2002).
8 сентября 2011 года женился во второй раз. Супруга — гражданка Казахстана Ксения Ли (род. 1988), актриса команды КВН «Ирина Михайловна», познакомились в 2006 году. От второго брака — дочь Мария (род. октябрь 2012), сын Иван (род. 19 апреля 2015) и дочь София (род. 19 мая 2017).

## Работы на телевидении

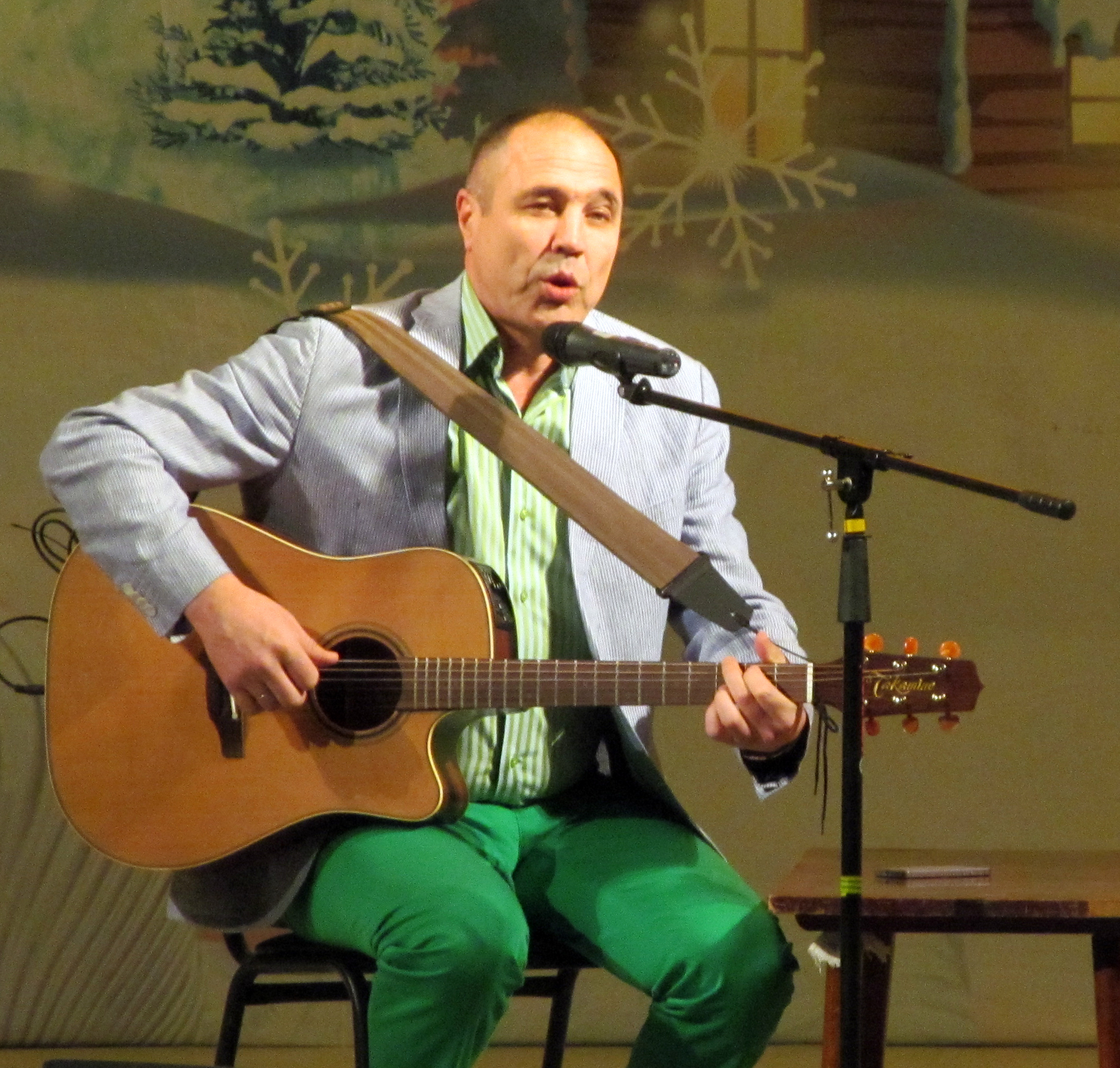
Дмитрий Соколов на концерте «Уральских пельменей» в пермском ДК имени Солдатова, 15 января 2015 года

- «Вне родных квадратных метров» — жених Чебурековой
- «Большая тёрка»
- «Нереальная история» — Лука Лукич, староста деревни Хитропоповки
- «Шоу Ньюs»
- «Comedy Club»
- «Шоу „Уральских пельменей“»
- «Валера-TV» — разные роли